# The Southern Oracle
A The Southern Oracle magyar deathcore együttes. 2009-ben alakultak Szegeden, Slaughter at the Engagement Party néven. Ezt 2010-ben The Southern Oracle-re változtatták. Első kiadványuk egy EP volt 2010-ben. Ezt követte az első nagylemezük, 2011-ben. 2018 december 9-én jelent meg „Hiraeth” című nagylemezük.

## Tagjai
- Kókai Barnabás - ének
- Bodócsi Imre - gitár
- Varga Gergő - gitár
- Budai Béla - ütős hangszerek

## Korábbi tagok
- Kovács Tamás - gitár (2010-2011)
- Vida János - ütős hangszerek
- Simon István - ütős hangszerek
- Kemény András - gitár
- Farkas Kornél - gitár
- Kókai Márton - basszusgitár
- Kis-Czakó Gábor - basszusgitár
- Császár Péter - ütős hangszerek
- Zsákai Mihály - ütős hangszerek
- Zándoki András - ütős hangszerek

## Diszkográfia
| Cím (megjelenés éve)                                               | Kiadvány típusa    | Megjegyzés, kiegészítés                                                                     |
| ------------------------------------------------------------------ | ------------------ | ------------------------------------------------------------------------------------------- |
| I Killed Everyone! Will You Marry Me? (2010)                       | EP                 | "Slaughter at the Engangement Party" név alatt                                              |
| Hellwakening (2011)                                                | LP                 |                                                                                             |
| Higher Than Heaven Lower Than Hell (2014)                          | LP                 | online piactereken jellemzően [HTH/LTH] rövidítéssel szerepel                               |
| Icebreaker (2015)                                                  | EP                 |                                                                                             |
| When You Dance With The Devil You Wait For The Song To Stop (2016) | digitális EP       | élő felvételek                                                                              |
| Mouthbreather (2016)                                               | digitális kislemez |                                                                                             |
| Blind Messiah (2018)                                               | EP                 | A Hiraeth lemezre fel nem fért B oldalas számok, valamint egy korábbi szám újrafelvétele    |
| Hiraeth (2018)                                                     | LP                 | A lemez szövegkönye képregény formájában jelent meg, Kókai Barnabás énekes illusztrációival |
| Allnighters (Redux) (2019)                                         | digitális kislemez | A Hellwakening (2011) első számának remixe                                                  |
| Abysswalker (2020)                                                 | digitális kislemez |                                                                                             |
| Griefeater (2020)                                                  | digitális kislemez |                                                                                             |
| Exodus Aesthetic (2021)                                            | digitális LP       |                                                                                             |